# 回生ブレーキ
回生ブレーキ（かいせいブレーキ）は通常時、電動機（モーター）として電源入力を変換して駆動回転力を出力しているのに対して、逆に軸回転を入力に発電機として動作させ、運動エネルギーを電気エネルギーに変換して回収または消費することで制動として利用する電気ブレーキの一手法。発電時の回転抵抗を制動力として利用するもので、電力回生ブレーキ、回生制動とも呼ばれる。電動機を動力とするエレベーター、鉄道車両、自動車他、広く用いられる。

## 鉄道
鉄道においては、一部の電気機関車・電車、蓄電池電車、ハイブリッド式の気動車・内燃機関車（ディーゼルもしくはガスタービン）で用いられている。電車・電気機関車の場合、主電動機で発電し、発生した電気エネルギーは架線や第三軌条（以下、電力供給線を架線とする）に戻される。変電所で熱エネルギーに変換して捨ててしまう場合も一般的に回生ブレーキと呼んでいる。回生ブレーキは発電ブレーキに含まれるものであるが、車両からこれらに電気を戻すものを回生ブレーキ、自車内で抵抗器等により熱エネルギーに変換して捨ててしまうものを発電ブレーキと呼び、区別している。蓄電池車及びハイブリッド式動力の車両では、自車の蓄電池に回収され、大部分は自車の力行に使われるが、一部は空調・照明用の電源として消費される。
発電ブレーキでは、抵抗器を利用して発電電圧に応じて抵抗値を変化させて発電電圧を一定にして、安定したブレーキ力を得られるようにしているが、発生した電気を架線に戻す回生を行う場合には、発電電圧を架線の電圧よりやや高めにしていなければならない。
発電機の発生電圧は、回転数と磁界の強さに比例することから、電磁石式の固定子コイル（界磁）と回転子コイルへの整流子を持つ直流電動機を用いた車両の場合は、界磁コイルの電流を制御することで界磁コイルの強さを変化させて、回転数が変化しても発生電圧が一定とすることにより電動機の発生電圧を一定にしている。実際の制御は、鉄道用に標準として使われた直巻整流子電動機においては、界磁コイルの一部を短絡する（弱メ界磁）の為の端子を用いて主回路とは同一線路別回路を形成し、補助電源より励磁電流を流して主回路に発生する電圧を制御する。励磁電流の制御にはスイッチング素子による定電圧可変電流制御を必要とし、抵抗制御の時代は、耐久性の観点から広く磁気増幅器が用いられた。また界磁制御の幅を広くとるため、短距離主体の車両では複巻整流子電動機を使い、完全に（回転子の）主回路とは別線路としたものも出現した。
後にスイッチング素子として半導体サイリスタが台頭してくると、回路全体を半導体スイッチング素子で制御する電機子チョッパ制御が出現するが、半導体素子が高額なため、日本においては帝都高速度交通営団（現・東京地下鉄）以外ではほとんど定着しなかった。固定子の制御は従来どおり抵抗制御とし、励磁回路を半導体によるスイッチング回路としたものが出現し、複巻主電動機を用いたものは界磁チョッパ制御、直巻主電動機を用いたものは界磁添加励磁制御と呼ばれる。現在主流である可変電圧可変周波数制御（VVVF）では、回生ブレーキ時には架線側に対して固定電圧固定周波数可変電流（CVCF）出力を行って回生ブレーキを実施している。
また、交流電化区間では電圧だけではなく、交流電源の位相も同期させる必要が生じる。
回生ブレーキを使用することにより、列車の消費電力を削減（力行時と制動時で相殺）できるほか、フラット発生による乗り心地悪化の抑止や、特に摩擦ブレーキ（空気ブレーキなどの基礎ブレーキ）として踏面ブレーキを採用している車両においては、輪軸摩耗率の抑制や長い下り勾配区間などでの過熱による輪軸弛緩の阻止が期待でき、また地下トンネル内の温度上昇の問題も軽減できる。技術の進歩でさらに摩擦ブレーキ使用率の低下（純電気ブレーキを参照）が実現したことにより、近年登場している新形の電気車（電気機関車と電車）のほとんどが、この回生ブレーキを採用している。
ただし、回生ブレーキを使うためには、車両から送り返される側の電圧が架線側より高くなければ充分な電力回生を行うことができず、ブレーキ性能が低下する現象（回生失効）が発生してしまうため、負荷となる変電所内設備や他の電車（列車）が一定以上必要となる。また、変電所・架線等の事故や集電装置破損時には回路が絶たれるために使用できなくなる問題がある。また、架線のある距離の区切られた区間で、電力を消費する他の列車が走行していなかったり、他の列車が同時に回生ブレーキを掛けると回生ブレーキが効かなくなる回生失効が発生するため、電力を消費する他の列車が走行している確率が低い場合や、送電設備にかけるコストも限られるローカル線、特に安定したブレーキ性能の要求される路面電車や急勾配線等では、あえて発電ブレーキを採用したり、回生ブレーキを採用する場合にも発電ブレーキと併用することが多い。
発電ブレーキを併設している車両には、ある程度速度が落ちると回生ブレーキから発電ブレーキに切り替えるタイプ（近畿日本鉄道の車両など）と、回生ブレーキを使いながら、架線に回生できない余分な電力を発電ブレーキで消費させるブレーキチョッパタイプ（JR東海313系電車、JR東海383系電車、JR東日本651系電車、JR東日本E257系電車、岡山電気軌道9200形電車など）とがある。また、架線電圧が安定しない場合でも、安定した回生ブレーキを生み出す特徴を持つベクトル制御の車両も出てきている。
交流電化においては比較的変電所の回路が簡単（降圧のみで整流を行わない）で、架線から変電所を通し、電源側への回生も容易である。また、き電区間が長いため（距離が長くなれば列車本数も多くなる）、発生した電力を他の車両が消費する機会も多い。もっとも、国鉄時代に技術が確立された日本の交流車両や交直流車両は、直巻整流子電動機を動力に用いる直流車両に（変圧器と）整流回路を追加した方式である。すなわち、交流側に電力を戻すには、車両側から架線側と同じ周波数と位相に合わせた少し高い電圧を電気を架線に戻さなければならないため、可逆コンバータ（インバータ機能を持つ整流回路）を搭載する必要があり、最近まで回生ブレーキはあまり用いられていなかった。近年の半導体の電力変換技術の進歩によって、PWMコンバータにより架線側の周波数と位相に合わせた電気を架線に戻すことが容易になり、交流区間でも回生ブレーキが一般に使用されるようになった。
気動車でもハイブリッド方式であるJR東日本キハE200形気動車は回生ブレーキを採用している。下記の「自動車」と同様に、回生負荷を自車の蓄電池としているが、余剰分のブレーキ力も一旦電力として回収し、エンジンと繋がった発電機をモーターとして作動させ、エンジンを排気ブレーキモードで逆に回す（抗力をより大きくする）ことにより余剰電力を消費している。

## 鉄道の電気車における回生失効
回生失効とは、回生ブレーキにおいて回生出力に対する負荷が確保できず、制動能力が低下または無効となる現象である。時に鉄道の電気車（常に架線から集電するもの）においては、集電装置の離線や返却先である架線の電圧が極端に高い場合、また返却した電力を消費する列車がない場合に発生する。これが起きるとほぼ完全にブレーキが利かなくなる
。
この現象は特に直流電化されている路線で発生しやすい。これは交流電化に比べて直流電化では「饋電（きでん）」区間が短いという要因にもよるが、直流変電所において交流から直流への変換にダイオードブリッジ（シリコン整流器）が用いられていることに起因する。ダイオードブリッジは電流の流れる方向を規制するその機器の特性上、交流から直流へ変換することはできても、直流から交流へ逆変換することはできない。そのため回生ブレーキによって発電した電力は、変電所を通じて直流→交流となることはなく、特に対策を施さない場合は同じ変電所の同じき電区間内に電力を消費する他の「負荷」がなければ回生ブレーキは作動せず、「回生失効」となる。
また、交流電化区間であっても、離線やデッドセクションを通過する場合には回生失効が発生する可能性がある。
この回生失効現象が発生した場合、回生ブレーキ性能が大幅に低下、または無効化する。また、回生ブレーキを使用しない車両と併結している場合に、車両間で制動力に大きな差が生じ、いわゆる「ドン突き衝動」が起こる。このため、以下のような対策がとられている。
車両側
1. 発電ブレーキを併設する。
抵抗器を装備し、回生失効時には発生電力の返却先を架線から抵抗器に切り替えることにより、発電ブレーキとして機能させる。
2. 回生ブレーキを完全に切り、空気ブレーキ（摩擦ブレーキ）のみに切り替える。
失効してすぐ空気ブレーキを立ち上げたり、増力させる、またこれらの現象を考慮し、運転士が任意に回生ブレーキを止めることができるスイッチ（回生開放スイッチ）を設けるなど。圧力計が振れるので切り替えが分かりやすい。
3. 集電装置を複数搭載、あるいは母線引き通しにより複数車両間で共通回路とする。

発電ブレーキの併設は、近鉄大阪線のように山間で急勾配が長距離に渡って続く区間を擁し、回生失効によるブレーキ力低下が重大事故につながる危険性のある路線で使用される車両を中心として、フェイルセーフ性を確保する目的で行われている。抵抗制御をベースとした制御方式（直巻他励界磁制御、界磁チョッパ制御、界磁添加励磁制御）では元々電圧制御段が抵抗制御であるため、従来通りこれを発電ブレーキの抵抗として使用できるが、電機子チョッパ制御、サイリスタ連続位相制御、VVVFインバータ制御、及び日本では主流に至らなかった回転式位相変換器を用いた交流電動車の場合は、専用に抵抗器を搭載する必要がある。また、抵抗制御を使用している車両であっても通常よりも大容量の抵抗器を搭載するケースが少なくない。
集電装置の離線による回路切断で発生する回生失効は、集電装置を複数搭載とすることである程度抑止が可能である。このため、回生ブレーキ非搭載の車両ではパンタグラフ1基搭載を原則とする路線であっても、回生ブレーキ搭載車に限ってはパンタグラフ2基搭載とするケースが少なくない。また、各車のパンタグラフ搭載数が各1基であっても、各車間の集電装置と制御器の間の母線を連結し1つの給電系統にまとめることで、同様の効果を得ることができる。ただし、この母線引き通しは編成両端の集電装置間の距離がき電区間の境界となるデッドセクションの長さを超えることはできない。
周辺設備
1. 変電所に回生電力を吸収する装置を設置する。

具体的な機器としては、古くは変電に用いられる回転変流機に交流・直流間の電力相互変換が可能な性質があるため、これが用いられていた。しかし、静止形の変換器のうち、現在主流のシリコン整流器（シリコンダイオード）は電流を一方向にのみ流すというダイオードの性質を利用した整流方法からも明らかなように、この性質は備わっていない。このため、発生する電力を抵抗器で熱エネルギーのかたちで放出させるか、インバータなどを使用して給電側に電力を帰す回生電力吸収装置を別途設置している（南海高野線や近鉄大阪線など）。また、かつての京阪京津線のように高頻度運転を実施する他線区（京阪本線）のき電系統へ供給し、そちらを走行する列車に消費させることで発生電力を吸収するケースも存在した。このほか、京浜急行電鉄のように、回生電力の有効活用を目的にフライホイール式電力貯蔵装置を設置したり、近年では、キャパシタや蓄電池を利用したりする事例も存在する。
つくばエクスプレスではこのシステムを更に進め、PWM変換器を用いた高度な電力変換設備を利用して自社設備だけでなく商用電力系統への系統連系を行い逆潮流が可能となるシステムを運用している。このシステムでは電力変換設備の容量が許す限り、回生電力の消費先は商用送電網（TXの場合は5,000万kWにも及ぶ東京電力管内そのもの）という莫大な許容量になる。
直流1,500Vき電システムの場合、上限電圧は1,850Vに定められているので、変電所ごとに電圧監視をして設定した電圧（1,700V前後）に達するとインバータ（直流→交流50/60Hz一定、電圧も一定）→変圧器→自社送電線→駅や信号機の電力として使う。抵抗器は設定値をオーバーした場合に抵抗を並列に入れて消費するために用いられる。この抵抗式は小規模な路面電車や通過する列車本数の少ない区間などで使われる。
なお自動車におけるハイブリッドカー・EVにおいても回生失効は存在しており、バッテリーが満充電状態となると回生ブレーキは失効する。特にバッテリー容量の小さいマイルドハイブリッドにおいては頻繁に起きる現象である。マイルドハイブリッドの草分であるホンダ・インサイトの発売当時はブレーキアシストの技術が未発達だったこともあり体感できるほどブレーキ力が落ちる事があったが、現在はブレーキアシスト技術の応用で回生失効時には油圧ブレーキを自動的に増圧するようになっており、ドライバーが回生失効を意識する必要はほぼなくなっている。

### 打ち切り
回生ブレーキには主電動機の逆起電力が有効な電圧を得られなくなり、制動を終了する「打ち切り」がある。これも「回生失効」の一部とされる場合があるが、「打ち切り」は単純に抵抗器で電力を消費させる発電ブレーキにも存在する。
通常、複巻電動機の方がこの「打ち切り」速度が高い。そのため、一般に直巻電動機を使用する電機子チョッパ制御に比べて、複巻電動機を使用する界磁チョッパ制御の方が、理論上は回生効率が低い。
しかし、複巻電動機の場合、界磁調整器によって逆起電力を積極的に上げていくことができるため、架線電圧が比較的高い状況でも有効電圧を架線に返していることが多い。それに対し、電機子チョッパ制御では、主電動機の状態によっては単に逆電圧をぶつけているだけの状態になってしまうことがあり、制動力は確保できても電力を架線に返していないことが多く、実際の運用では界磁チョッパ制御の方が回生効率が高いと言われている。また、これを直巻電動機に応用した磁気増幅器による直巻主電動機の界磁率調整制御（直巻他励界磁制御）や界磁添加励磁制御も多用されてきた。
「打ち切り」が発生すると、それまで効いていた電気ブレーキが切れ、他のブレーキに切り替わる（またはその分他のブレーキを強める）ため、その瞬間衝動が発生する。
インバータ制御技術が発達した近年では主電動機として三相誘導電動機が主に用いられるようになり、回生ブレーキ打ち切り後にモーターに入力する三相交流電流とモーターの回転子相互の位相回転量を調整して車両を停める純電気ブレーキに切り替え、機械ブレーキの動作頻度を極力抑えたり、滑らかに減速、停止できるようにした車両が増えている。また、原理的には近年採用の始まった永久磁石同期電動機（PMSM）においても純電気ブレーキを実現する事が可能である。

### 回生ブレーキと制御回路
回生ブレーキを利用するには、架線や蓄電池などの電源より高い電圧を発生させる必要があるため、単に電動機を電源に接続しただけでは安定した制動力を得ることはできない。そのため、鉄道車両では安定した制動力と大きな回生電力を得るために様々な改良が加えられてきた。ただし、直流電動機で発生する回生電力は直流であり、交流電源に回生するには回生用インバーターが必要なため、従来の交流形車両や交直流車両で採用される例は少なかった。
抵抗制御
抵抗制御は「余分な電力を熱として捨てる」という制御方式で、電気ブレーキが必要な車両では回生ブレーキでは無く、発生電力を抵抗器で消費する発電ブレーキとして、やはり「熱として捨てる」場合が多かった。直並列制御として主電動機を回生時に直列接続すれば架線電圧より高い電圧を確保できるが、これだけでは制動能力が不安定である。界磁調整器を搭載することで、理論上打ち切り速度は高いが安定した回生ブレーキを搭載することは可能である。界磁調整器としては主に磁気増幅器が使用されるが、これは同時に界磁接触器の代わりに界磁率を調整可能（直巻他励界磁制御）なため、制御器の接点数削減にも有効である。発電ブレーキと同様、打ち切り速度は主電動機の歯車比や定格速度によって大きく左右されるが、おおむね40km/h前後と高く、回生効率自体も半導体を使ったものに比べて明確に劣る。ただし、後述の電機子チョッパ制御は大電力用半導体が高額であること、界磁チョッパ制御では過渡特性が鉄道車両にはやや不適な複巻電動機を使用する必要があることから、界磁添加励磁制御が普及するまで使用された。
タップ制御
主変圧器のタップ（出力端子）を切り替えることによって速度制御をする交流専用の制御方式である。交流電源ではもっともシンプルかつ古典的な制御方式であるが、タップの切り替え回路とは別にインバータ回路を組み、主変圧器に戻すことができれば回生ブレーキは可能である。回路が大がかりになるため、運用線区に長い下り勾配があり、電気ブレーキを長時間連続で使用しなければならないなど、特殊な条件下で使用される車両（国鉄ED79形電気機関車等）などにしか回生ブレーキは採用されていない。
サイリスタ位相制御
交流電力波形の一部を取り出す位相制御を行うことで電圧制御したのち、整流して直流整流子電動機を駆動する交流車両専用の制御方式。回生時はサイリスタをインバータとして用い、主電動機で発生した直流電力を交流に変換する。電気機関車では主回路に抵抗器をもたなくて済む関係から山岳線区を中心に多く用いられてきた。これに対し電車においては交流電化間は回生ブレーキを積極的に利用する必要な過密区間ではないことが多く、また直流電化区間との直通運転のため直流電車に整流器を搭載した交直流電車が多用されるため、発電ブレーキを搭載する車両が多く、このサイリスタ位相制御を用いた回生ブレーキを搭載するのは、日本では国鉄713系電車、JR九州783系電車など少数派である。
電機子チョッパ制御
サイリスタを直流電化に応用したもので、主回路を高速にOn-Offすることで制御する。回生時は主電動機に逆電圧をかけて電源電圧より高い電圧を得る。高速時から回生ブレーキを立ち上げると逆に架線電圧を大幅に上回ってしまうため、抵抗器を挿入して規定の電圧以内に抑える工夫がなされる場合がある。打ち切り速度は数km/h程度。
界磁チョッパ制御
複巻整流子電動機を利用して界磁回路のみをチョッパ制御としたものであるが、主回路は抵抗制御のままであるため打ち切り速度は20-40km/h程度と高い（定格速度にほぼ比例する。また直並列切替を行わない場合はその約2倍となる）。
界磁添加励磁制御
直巻電動機を利用しつつ、補助電源を利用して界磁調整を可能とした。主回路は抵抗制御のままであるため打ち切り速度は15-30km/h程度と高いが、回生失効は起こりにくい。界磁チョッパ制御を直流直巻電動機に応用した制御方式で、界磁チョッパ制御の問題であった複巻電動機の過渡特性の悪さを克服した形となり、大容量半導体が不要で安価であることから、国鉄およびJRでは211系、205系など新製車両に多用され、特に後者は1,461両の国鉄形式第5位（在来線に限れば第4位）の大量製造に至った。また、日本初の回生ブレーキ搭載交直流車両であるJR東日本651系電車もこの方式である。また、抵抗制御の車両から簡易に改造できるというメリットもあり、私鉄や公営地下鉄では名古屋鉄道5300系電車・京阪2200系電車・営団5000系電車などのように既存形式からの改造がよく行われた。
界磁位相制御
補助電源の整流子電動機からの界磁電流制御による回生ブレーキを使用可能とした。複巻整流子電動機を使う京阪方式と直巻電動機を使う近鉄方式がある。京阪電鉄では1983年12月に600Vから1500Vへの昇圧を控え、複電圧に対応できて界磁チョッパ制御と同じ節電効果が有るとして1970～80年代にかけて大量に導入された。
VVVFインバータ制御
マイクロコントローラとスイッチング素子の組み合わせを3つ（6素子）以上構成して直流電源から速度にあわせて三相交流を作り出し、交流電動機を利用できるようにしたもの。回生時は速度にあわせて各相に逆電圧をかけるよう制御して、直流電力を得る。打ち切り速度は理論上数km/hまで保持出来るが、鉄道車両の中にはあえて他の制御方式の車両とタイミングをあわせるため、高い速度で打ち切りを行う場合もある。交流から交流への直接変換回路は開発中であるため、電源が交流の場合は回生時に一度インバータ部で直流を作りだし、コンバータ部で再び交流にして架線に返す（加速時と役割が逆転する）。電車による交流電源への回生が一般化したのは、この方式が普及してからである。インバーターに搭載のソフトウェアによっては純電気ブレーキが利用できる。この制御方式を採用している車種のほとんどは、回生失効時には特有の発振音（ノイズ）が聞こえなくなるので、他の制御方式に比べ判別しやすい。

## 自動車
電気自動車（三菱・i-MiEV、日産・リーフなど）やハイブリッドカー（トヨタ・プリウス、ホンダ・インサイトなど）、燃料電池車（トヨタ・MIRAIなど）で使われる。
タイヤの回転を使いモーターで電力を発生させ、車両に搭載した蓄電池を充電し、航続距離を延ばしたり、加速時の電力とする。
構造はインバータによる可変電圧可変周波数制御（VVVF）を搭載した鉄道車両と同じで、回生負荷が蓄電池に変わるものである。ただし、頻繁な高深度充電は電池の寿命を著しく短くするため、回生電力量は抑えられている。また、ハイブリッドカーのうち、エンジンとタイヤが機械的につながっている車両（パラレル式、スプリット式など、エンジンも駆動力とするもの）ではエンジンブレーキも併用される。
この他、1990年代後半ごろから電気自動車やハイブリッドカー以外の一般的な内燃機関自動車においても、オルタネーターを特に減速時に高負荷で稼働させることで加速時、巡航時の稼働負荷を抑え、燃費を向上させるものが存在する(充電制御)。
回生ブレーキは機械式ブレーキと協調して動作するため、機械式ブレーキのみを備えた車両とは使用した感覚が異なる。特に協調技術が未成熟だった初期のハイブリッドカーは踏み始めに急にブレーキがかかる「カックンブレーキ」と感じられる指摘があった。ノート e-POWERのように機械式ブレーキと協調していない車種もある。
モータースポーツの世界でも、2009年よりF1において導入された運動エネルギー回生システム（KERS）の実装の一つとして、回生ブレーキ型の電気システムがレースで使用されている。但しシステムの重量が約30kgと、マシンの総重量が600kg程度のF1マシンにおいては大きな割合を占め、KERS搭載時にはマシンの重量配分が大きく制約を受けるため、当初はコースやチームのレース戦略によって搭載の可否が選択されていたが、2014年以降は全車が常時搭載している。またFIA 世界耐久選手権（WEC）でもLMP1-Hクラスの車が回生ブレーキ型のシステムを搭載している。スーパーフォーミュラでも、KERSに相当する機能を持つ「System-E」を導入する計画があるが、具体的な時期は未定。

## 電動アシスト自転車
一部のメーカーで発売されている電動アシスト自転車には、制動時に発生した電力を蓄電池に充電し、補助できる距離を伸ばすものがある（三洋電機・エネループバイク、ブリヂストンサイクル・アルベルトe）。

## エレベーター
エレベーターの場合は、ある程度大型のものでは電動機で発生した回生電力を電力系統に逆流させるかたちで返してしまうが、マンションなどに設置される一般的なものでは、回生電力を抵抗器に流して熱エネルギーとして捨ててしまう発電ブレーキの方が一般的である。これは、発生する回生電力が鉄道車両などに比べ小さく、電力系統に逆流させる可逆コンバータを設置するコストに引き合わないからである。三菱電機の製品には回生電力を蓄電池に貯蔵し、停電時に短時間ながら運転を継続できる非常電源として使用するもの（商品名：エレセーブ）もあるが、これも一般的ではない。